# Trenčianske Stankovce
Trenčianske Stankovce (Hongaars: Trencsénsztankóc) is een Slowaakse gemeente in de regio Trenčín, en maakt deel uit van het district Trenčín.
Trenčianske Stankovce telt 3.157 inwoners.